# Wiesbaden Hauptbahnhof
Wiesbaden Hauptbahnhof ist der Hauptverkehrsknotenpunkt der hessischen Landeshauptstadt Wiesbaden. Er ist ein Kopfbahnhof am Südrand der Innenstadt und wird täglich von etwa 46.000 Reisenden frequentiert, womit er neben dem Darmstädter Hauptbahnhof und hinter dem Frankfurter Hauptbahnhof – gemessen an der Passagierzahl – an zweiter Stelle in Hessen steht. Täglich weist der Fahrplan hier etwa 256 Verbindungen auf, davon 13 im Fernverkehr (ausschließlich ICE), 115 Regionalzüge und 128 S-Bahnen. Fast alle Züge beginnen oder enden in dem Bahnhof.
Etwa 500 Züge kommen pro Tag am Bahnhof an bzw. fahren dort ab. 2019 zählte der Bahnhof insgesamt etwa 46.000 Reisende und Besucher pro Tag.
Auf Grund eines Brückenschadens war vom Abend des 18. Juni bis einschließlich 21. Dezember 2021 der Zugbetrieb bis auf die Linie RB 21 und einzelne ICE-Züge aus Richtung Köln komplett eingestellt.

## Geografische Lage

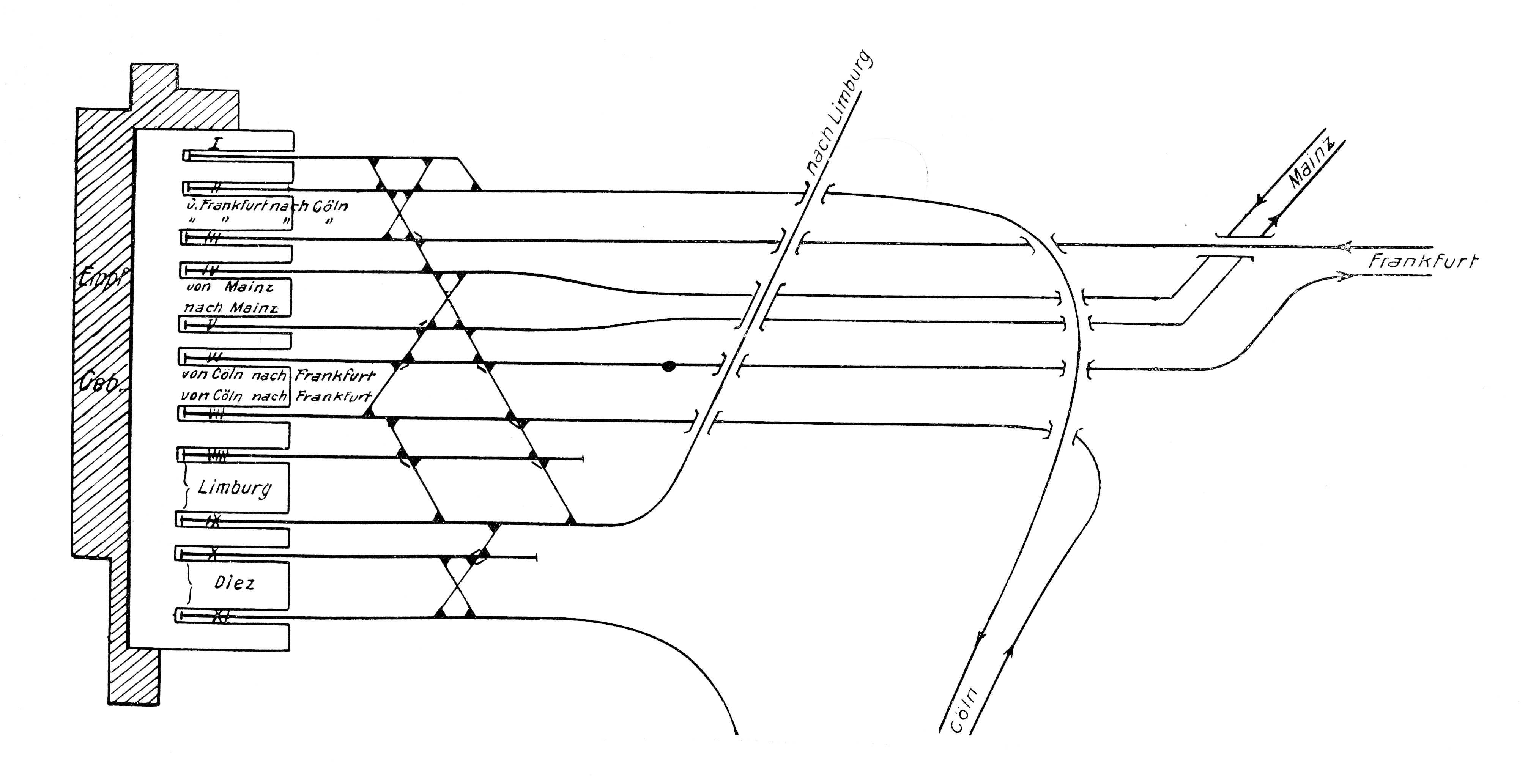
Skizze über die Einführung der Strecken in den Bahnhof (1911)

Der Hauptbahnhof liegt am Rand der Innenstadt von Wiesbaden im Salzbachtal. Er befand sich zur Zeit seiner Erbauung 1906 am Stadtrand, am südöstlichen Beginn der damals neu angelegten Ringstraße (Kaiser-Friedrich- und Bismarckring), die sich im Viertelkreisbogen nach Westen um das Historische Fünfeck erstreckt. Die Stadtplanung setzte darauf, dass die Bebauung sich zum Bahnhof hin fort entwickeln werde. Das fand aber nur bedingt statt. Durch den Ersten Weltkrieg wurde die weitere Entwicklung der Stadt abrupt beendet. Die Fläche der ehemaligen Bahnanlagen der alten Bahnhöfe blieb weitgehend unbebaut. Die unbebaute Fläche bescherte Wiesbaden einen bis heute weitgehend erhaltenen Grünstreifen, in dem unter anderem die Reisinger-Brunnenanlagen errichtet wurden.
Neben dem Empfangsgebäude befindet sich das im März 2007 neu eröffnete Einkaufszentrum Lilien-Carré auf dem Gelände der ehemaligen Hauptpost.

## Geschichte

Lage der drei alten Bahnhöfe

### Erste Bahnhöfe
Der heutige Hauptbahnhof steht im Ortsbezirk Südost und ersetzte drei Bahnhöfe im Innenstadtbereich, welche alle drei nebeneinander im Bereich des heutigen Messegeländes (RheinMain CongressCenter) und des Landesmuseums standen. Diese waren:
- der Taunusbahnhof (erbaut 1840) für die Taunus-Eisenbahn (Wiesbaden – Castel – Frankfurt-Höchst – Frankfurt (Taunusbahnhof))
- der Rheinbahnhof (erbaut 1857) für die rechte Rheinstrecke (Wiesbaden – Biebrich – Rüdesheim am Rhein – Niederlahnstein)
- der Ludwigsbahnhof (erbaut 1879) für die Ländchesbahn (Wiesbaden – Niedernhausen)

Eine vierte Bahnstrecke kam hinzu, als 1889 auf der Langenschwalbacher Bahn (heute Aartalbahn) der Verkehr von Wiesbaden nach Bad Schwalbach und später bis nach Diez an der Lahn aufgenommen wurde.
Ein Bahnhofsneubau wurde notwendig, um die wachsenden Fahrgastzahlen der damals aufstrebenden Kurstadt zu bewältigen.

### Bahnhofsbau 1904 bis 1906
Vorplanungen für einen Durchgangsbahnhof, der die Kopfbahnhöfe ersetzen sollte, wurden aufgrund eines dann nahezu drei Kilometer größeren Abstands zum Stadtzentrum verworfen.
Der Wiesbadener Hauptbahnhof wurde 1904 bis 1906 nach Plänen von Fritz Klingholz in aufwändigen neobarocken Formen errichtet. Er entsprach damit dem Repräsentationsbedürfnis der damaligen Weltkurstadt und bot auch dem alljährlich im Mai anreisenden Kaiser Wilhelm II. einen würdigen Empfang. Darüber hinaus gab es einen besonderen Warteraum für Fahrgäste der (alten) 1. Klasse. In der Regel gab es in Bahnhöfen einen gemeinsamen Warteraum für Fahrgäste der 1. und 2. Klasse – auch diese bauliche Besonderheit ein Zeichen für die Exklusivität des damaligen Wiesbaden und seines neuen Bahnhofs. An der Westseite der Bahnsteighalle – baulich vom Hauptgebäude getrennt – befand sich mit Zugang zu Gleis 1 ein getrenntes Empfangsgebäude für den Kaiser. Der zugehörige Bahnsteig war für Hofzüge reserviert und für den Publikumsverkehr gesperrt. Dieses Gebäude wurde im Zweiten Weltkrieg zerstört. Der Zugang zum Bahnsteig ist in der Bahnsteighalle erhalten. 
Der neue Bahnhof löste die bisher bestehenden drei Bahnhöfe ab, die aufgelassen wurden. Der Bahnhof wurde am 15. November 1906 unter der Bezeichnung Wiesbaden – noch ohne den Zusatz „Hauptbahnhof“ – eröffnet. Der erste planmäßige Zug fuhr um 2:23 Uhr nachts in den neuen Bahnhof ein. Der Kaiser verlieh an eine Reihe Beteiligter Orden und Ehrentitel. Allerdings war die Wiesbadener Bevölkerung anfangs wenig vom neuen Bahnhof begeistert, denn er lag relativ weit von der Stadt in der damaligen Ausdehnung entfernt. Noch heute profitiert die Stadt aber von der Verlegung; sie schuf durch die Auflassung der vorherigen Bahnhöfe einen Grünstreifen (zwischen Hauptbahnhof und Rhein-Main Congress Center), der bis heute besteht.
1906 nahm auch das Bahnbetriebswerk seine Arbeit auf, das in den Folgejahren mehrfach erweitert wurde.
Gleichzeitig erhielt Wiesbaden einen neuen Güterbahnhof, der in Wiesbaden-Dotzheim angelegt wurde, die Bezeichnung Wiesbaden West erhielt und am 28. November 1904, einschließlich der Zufahrtsstrecke vom Abzweig Waldstraße, in Betrieb ging. Der bisherige Güterbahnhof, südlich der alten Bahnhöfe und auch des neuen Hauptbahnhofs gelegen, erhielt die Bezeichnung Wiesbaden Süd, diente nach Eröffnung von Wiesbaden West aber nur noch dem Stückgutverkehr.

### Betriebsgeschichte
Bereits im Frühjahr 1907 stellte die Eisenbahnverwaltung fest, dass die neuen Bahnsteighallen durch die Dampflokomotiven sehr stark verschmutzt wurden.
Während der Alliierten Rheinlandbesetzung kam es zu zahlreichen Sabotageakten deutschen Bahnpersonals und Dritter gegen die von der französischen Besatzungsmacht in ihrem Bereich betriebene Regiebahn. Am 26. Juni 1923 wurde ein Bombenanschlag auf die Schalterhalle verübt. Zwei Reisende wurden dabei verletzt, einer von ihnen schwer. Als sich die Lage zwischen dem Deutschen Reich und der Besatzungsmacht im Laufe des Jahres 1924 entspannte, war Wiesbaden Hauptbahnhof einer der wenigen Bahnhöfe im besetzten Gebiet, in dem die Deutsche Reichsbahn einen Fahrkartenschalter eröffnen und dort Anschlussfahrkarten für Reisende verkaufen durfte, die ins unbesetzte Gebiet reisten.
Der bis dahin lediglich als Wiesbaden firmierende Bahnhof wurde zum 7. Oktober 1928 in Wiesbaden Hauptbahnhof umbenannt.
1981 wurde das Bahnbetriebswerk geschlossen, das Wagenwerk bestand bis zum 28. Mai 1995. Am 25. September 1983 wurde der Hauptbahnhof von einer Streckenstilllegung betroffen. Der Personenverkehr nach Bad Schwalbach wurde eingestellt, drei Jahre darauf folgte der Nordabschnitt der Aartalbahn. Eine der Spätfolgen war die Stilllegung und der Rückbau des Gleises 11, so dass der Bahnhof heute nur noch über 10 Gleise verfügt.
Etwa in den 1990er-Jahren pendelten Wiesbaden-City-Züge zu den benachbarten Hauptbahnhöfen in Mainz und Frankfurt am Main.

### Anbindung an die Schnellfahrstrecke Köln–Rhein/Main
Der Hauptbahnhof Wiesbaden ist über die 13,0 km lange Bahnstrecke Breckenheim–Wiesbaden an die 2002 eröffnete Schnellfahrstrecke Köln–Rhein/Main angebunden.
Um 1987 wurde erwogen, im Rahmen der Neubaustrecke Köln–Rhein/Main eine unterirdische Station unter dem bestehenden Bahnhof zu errichten, die durch eine 20 km lange Taunus- und Stadtunterquerung mit der Schnellfahrstrecke verbunden werden sollte. Bei Kosten von 700 Millionen DM sollten zwei Fernzüge pro Stunde und Richtung über die Strecke fahren.
Diese Anbindung war um 1990 Gegenstand umfassender Untersuchungen und Diskussionen. Untersucht wurden dabei drei Varianten:
- eine Linienführung über den Hauptbahnhof Wiesbaden. Diese Variante war ursprünglich eine Prämisse der rechtsrheinischen Streckenführung, wurde nach vertieften Untersuchungen jedoch verworfen. Geprüft wurde eine Anbindung des Hauptbahnhofs
  - unter Beibehaltung des Kopfbahnhofs
  - die Errichtung eines Tiefbahnhofs in der Lage der bestehenden Gleisanlagen (Nord-Süd-Richtung) sowie
  - ein Tiefbahnhof in Ost-West-Richtung
- eine Trassierung am östlichen Stadtrand Wiesbadens, mit Untervarianten mit oder ohne Errichtung eines neuen Bahnhofs. Als mögliche Bahnhofs-Standorte wurde der Bereich der Siedlung Hainerberg, Wiesbaden Ost sowie östlich des Stadtteils Bierstadt geprüft. Nur im Fall von Wiesbaden Ost sei eine Anbindung an den Schienen-Nahverkehr (S-Bahn) möglich gewesen, in allen drei Fällen hätte eine Anbindung an den ÖPNV (insbesondere Busse) neu eingerichtet werden müssen.
- Führung entlang der A 3 östlich von Wiesbaden.

Als besonders kritisch wurde dabei eine Streckenführung unter Wiesbadener Stadtgebiet mit einem Bahnhof in Nord-Süd-Lage bewertet. Insgesamt hätte diese Variante 10,2 km bergmännisch  aufgefahrene Tunnel erfordert. Ebenfalls verworfen wurde die Ost-West-Variante, deren Tunnel 30 bis 100 m unter der Grundwasseroberfläche gelegen wären. Die hydrologische Situation unter der Stadt Wiesbaden wurde, mit zahlreichen untereinander in Verbindung stehenden Grundwasser-Stockwerken und hohen Drücken, die nicht abgesenkt hätten werden dürfen, als außerordentlich schwierig bewertet. Der Untergrund des gedachten Innenstadttunnels erwies sich nach Probebohrungen als heterogen von Geröll durchsetzt. Nach Angaben der Gutachter seien bautechnisch vergleichbare Vorhaben mit entsprechenden Verhältnissen bis dato (1991) nicht realisiert worden; die Bauzeit hätte wahrscheinlich höher als die der restlichen Strecke gelegen.
Im August 1991 einigten sich das Land Hessen, die Stadt Wiesbaden und die damalige Deutsche Bundesbahn auf eine ebenerdige Anbindung des Hauptbahnhofs über eine Verbindungsstrecke zur weiter östlich verlaufenden Neubaustrecke. Die realisierte Variante Wiesbadener Kreuz war mit dem günstigsten Kosten-Nutzen-Verhältnis bewertet worden. Als wesentliches Argument gilt dabei die in einem Gutachten erwartete, mit Abstand am günstigsten ausfallende Fahrgastakzeptanz einer Anbindung des bestehenden Bahnhofs; grundsätzlich war nur im Wiesbadener Hauptbahnhof eine umfassende Korrespondenz zum übrigen öffentlichen Personennahverkehr möglich. Ferner stimme die Variante weitgehend mit der von den Naturschutz- und Umweltverbänden favorisierten Trassierungsvariante überein.
Eine Spange, die von der realisierten Verbindungsstrecke abgezweigt sowie entlang der A 66 Richtung Frankfurt in südlicher Richtung in die Neubaustrecke eingefädelt und ausschließlich dem Regionalverkehr gedient hätte, wurde nicht realisiert.
Im Zuge der Anbindung an die Neubaustrecke wurde im Wiesbadener Hauptbahnhof ein Bahnsteig auf die Länge von zwei ICE-Zügen ausgebaut. Die Kosten in Höhe von 1,7 Millionen Euro wurden vom Bund übernommen.

### Modernisierung
2003 und 2004 wurde der Wiesbadener Hauptbahnhof für 25 Millionen Euro umfassend renoviert und modernisiert. Zwischen Mitte 2006 und März 2007 erfolgte eine Umgestaltung des Vorplatzes im Umfang von 1,5 Millionen Euro. Die Modernisierung sollte ursprünglich mit der Eröffnung der Schnellfahrstrecke nach Köln abgeschlossen werden, wurde aber aufgrund fehlender Mittel mehrfach verschoben.
Im Zuge der Konjunkturprogramme wurden seit Ende 2010 die Hallendächer mit einem Aufwand von 35 Millionen Euro saniert. Die Arbeiten konnten im Herbst 2013 abgeschlossen werden. Seit Mai des gleichen Jahres beherbergt der Bahnhof eine Fahrradstation.

### Weitgehende Betriebseinstellung im Juni 2021
Am 18. Juni 2021 wurden die Salzbachtalbrücke aufgrund eines eingebrochenen Brückenlagers für den Verkehr komplett gesperrt und das betraf auch die darunter verlaufende Mainzer Straße sowie Bahnanlagen (rechte Rheinstrecke und Taunus-Eisenbahn zum Hauptbahnhof Wiesbaden). Der Hauptbahnhof Wiesbaden war damit vom Bahnverkehr fast vollständig abgeschnitten. Ausnahmen davon stellten die Linie RB 21 ((Limburg (Lahn) – Idstein –) Niedernhausen – Wiesbaden-Igstadt – Wiesbaden Hbf) und die Bahnstrecke Breckenheim–Wiesbaden als Verbindung zur Schnellfahrstrecke Köln–Rhein/Main dar. Diese Verbindung dient allerdings ausschließlich der Nutzung durch ICE-3- und ICE-4-Züge aus und in Richtung Köln, wovon während der Sperrzeit aber nur ein Zug am Tag planmäßig Gebrauch gemacht hat.
Die Brücke wurde am 6. November 2021 gesprengt. Im Rahmen der Vorbereitungen auf die Sprengung mussten die Gleise und Oberleitungen unterhalb der Brücke abgebaut werden. Nach den Aufräumarbeiten wurden diese wieder aufgebaut, bzw. im besagten Abschnitt erneuert. Wie es geplant war, konnte der planmäßige Zugverkehr am 22. Dezember 2021 wieder aufgenommen werden.

### Ausblick
Im dritten Gutachterentwurf des Deutschlandtakts sind im Knoten Wiesbaden Ausbaumaßnahmen im Umfang von 28 Millionen Euro (Preisstand 2015) vorgesehen.

## Architektur

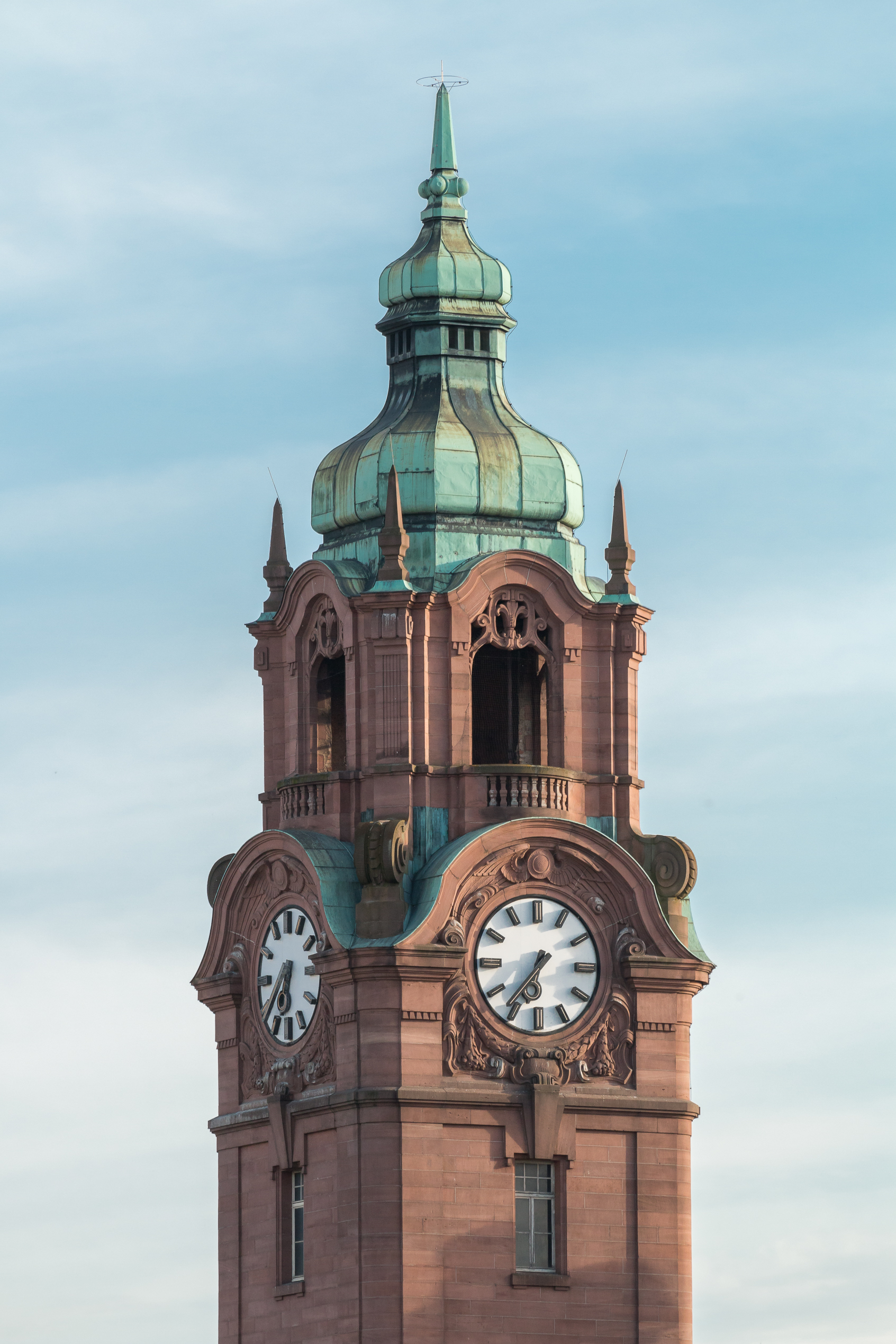
Der Uhrturm

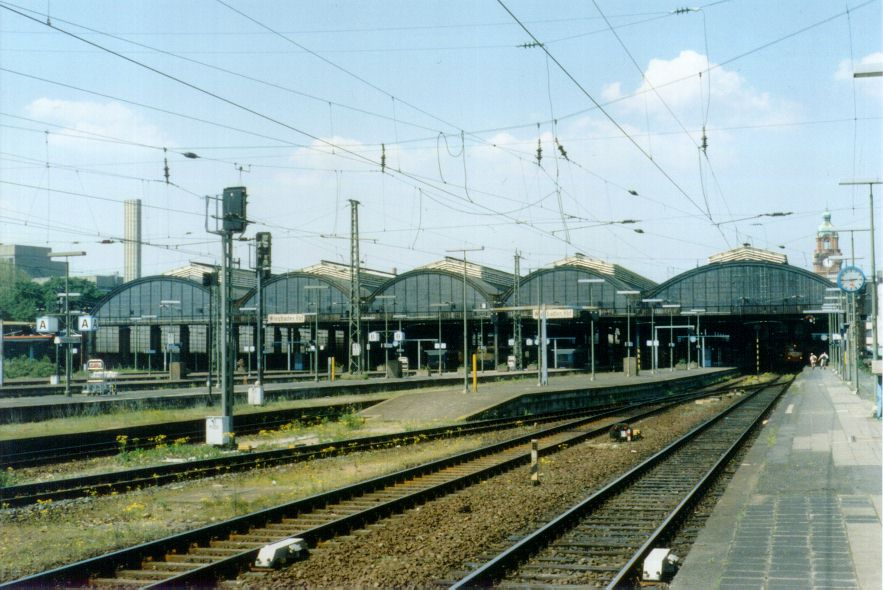
Bahnsteighalle

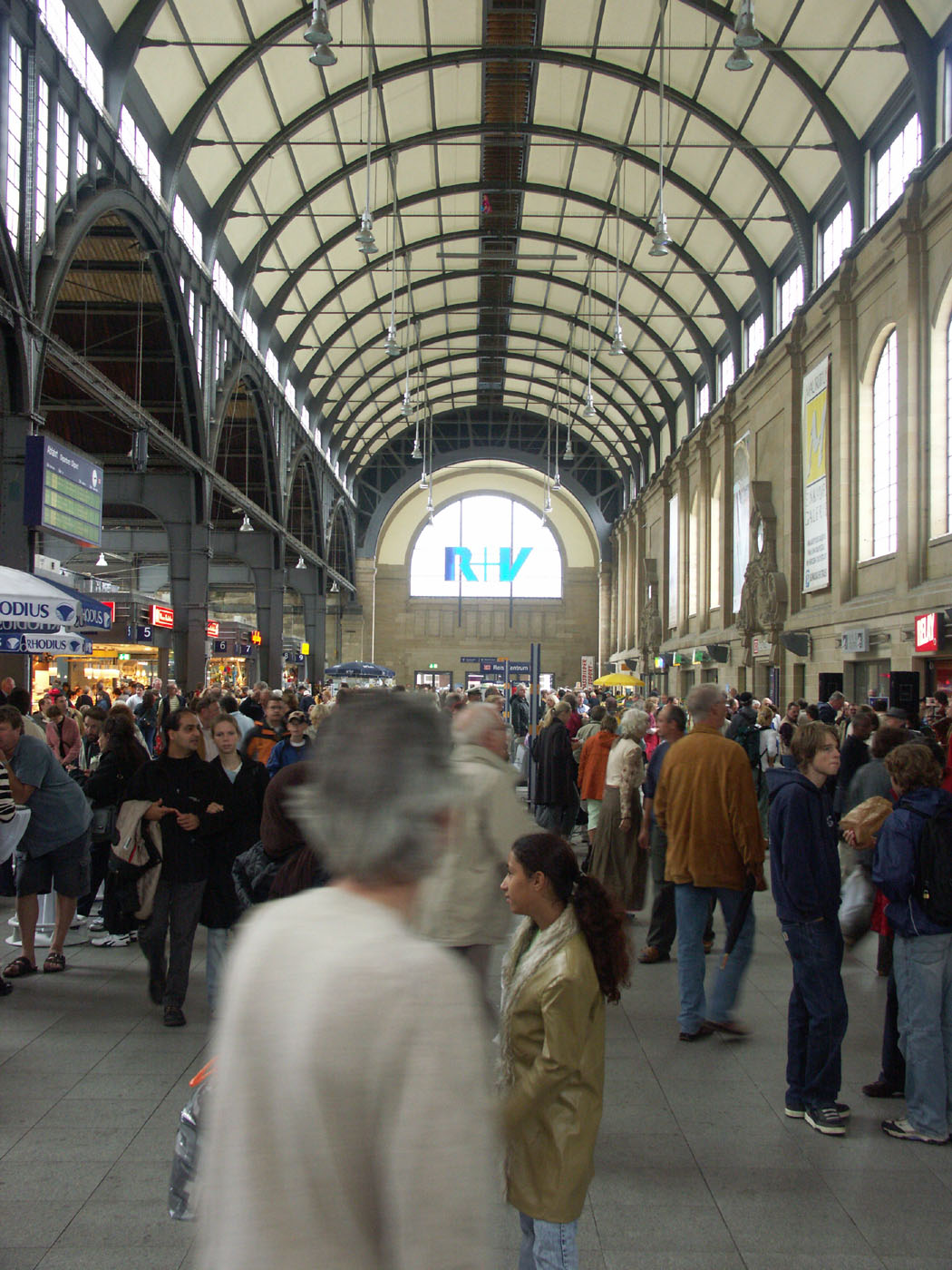
Querbahnsteig

Das Bahnhofsgebäude besteht aus fünf verbundenen Bahnsteighallen mit ursprünglich elf Gleisen (heute sind nur noch zehn in Betrieb), einem sich davor befindlichen breiten überwölbten Querbahnsteig, der sich nach Osten über die Bahnsteighallen hinaus ausdehnt, und einer rechtwinklig dazu angeordneten – etwa in Höhe des im Osten liegenden Gleis 1 – ebenfalls überwölbten Empfangshalle.
Außen besteht er aus rotem Sandstein und besitzt reiche neobarocke Formen. Höhepunkt ist ein seitlich (östlich) der Empfangshalle angeordneter 40 m hoher Uhrturm mit geschweifter Haube. Der westliche (ehemalige) Eingang wird überragt von einer kupfernen Kuppel. Das Dach wird mit grünen Ziegeln geschmückt.
Innen ist das Bauwerk – im Gegensatz zu seinem Äußeren – aus gelbem Sandstein gefertigt. Die eigentliche Bahnsteighalle besteht aus einer Stahl-Glas-Konstruktion.
Nach seiner Renovierung im Jahr 2004 erhielt der Bahnhof wieder weitgehend sein ursprüngliches Aussehen.

## Bahnbetriebswerk Wiesbaden
Mit der Inbetriebnahme des Bahnhofs 1906 wurde auch ein Bahnbetriebswerk eingerichtet, das teilweise auf Biebricher Gemarkung liegt, wie am in unmittelbarer Nähe vorhandenen Grenzstein erkennbar ist. Es verfügte über einen später auf 14 Stände erweiterten, zunächst 13-ständigen Ringlokschuppen. 1908 wurde ein zweiter Rundschuppen und ein 55 Meter hoher Wasserturm errichtet, der 1977 abgerissen wurde. 1981 wurde das Bahnbetriebswerk geschlossen, das Wagenwerk hatte als Teil des Betriebswerks in Mainz-Bischofsheim zunächst Bestand. 1983 wurde der zweite Schuppen abgerissen, 1992 auch der erstgebaute. Das Wagenwerk wurde am 28. Mai 1995 geschlossen. Eine der Drehscheiben war mit Oberleitungen versehen und noch länger in Betrieb und wurde ebenso für die Drehung von Dampflokomotiven historischer Sonderzüge genutzt.

## Betrieb

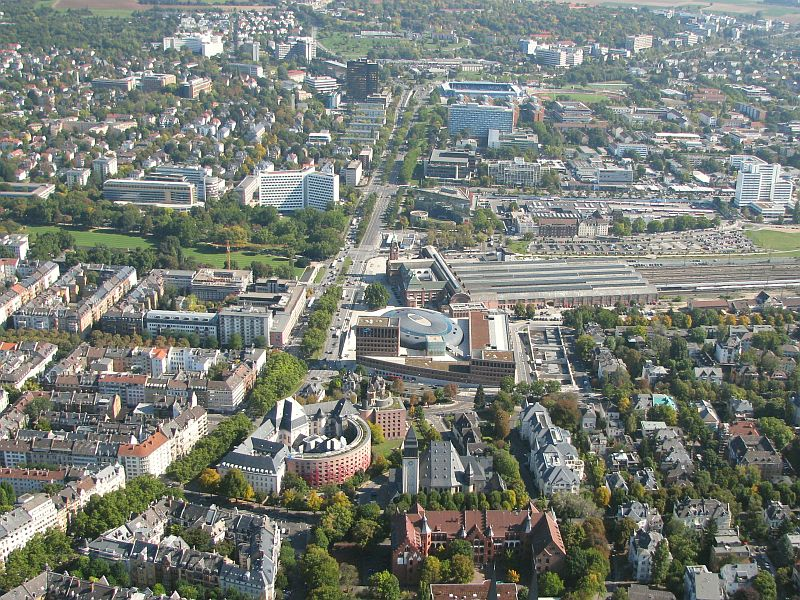
Hauptbahnhof mit Bahnhofsplatz am Kaiser-Friedrich-Ring und den Reisinger Anlagen

### Fernverkehr

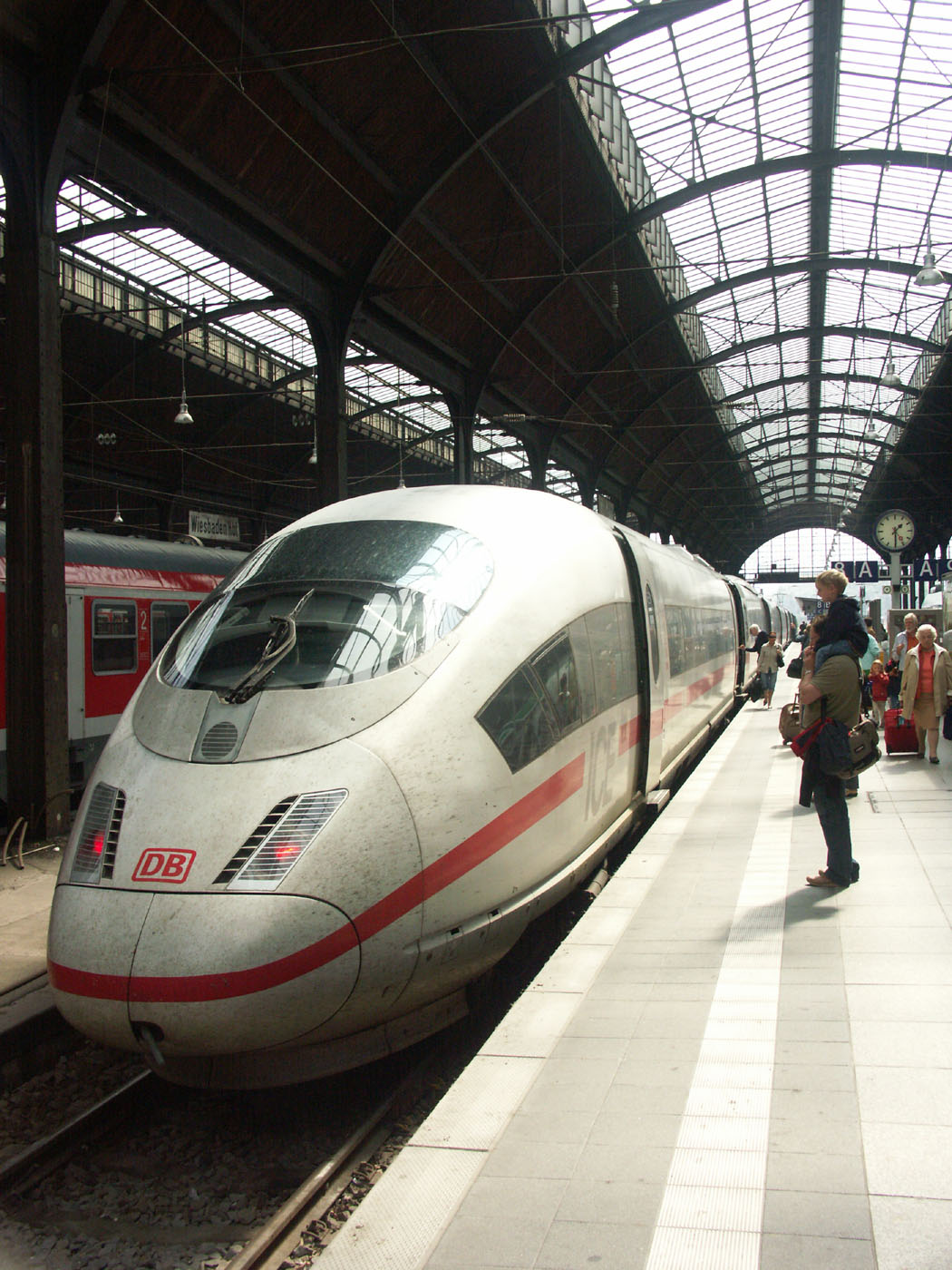
Ein ICE 3 an Gleis 8

Über die folgenden Linien ist der Hauptbahnhof an das Fernverkehrsnetz der Deutschen Bahn AG angeschlossen.
| Linie  | Verlauf | Takt                |
| ------ | --- | ------------------- |
| ICE 11 | Wiesbaden Hbf – Mainz Hbf – Worms Hbf – Mannheim Hbf – Stuttgart Hbf – Ulm Hbf – Augsburg Hbf – München Hbf | Ein Zug             |
| ICE 20 | Wiesbaden Hbf – Mainz Hbf – Frankfurt (Main) Flughafen – Frankfurt (Main) Hbf – Kassel-Wilhelmshöhe – Göttingen – Hannover Hbf – Hamburg Hbf – Hamburg-Altona                                                    | Ein Zug             |
| ICE 25 | Hamburg-Altona – Hamburg Hbf – Hannover Hbf – Göttingen – Kassel-Wilhelmshöhe – Frankfurt (Main) Hbf – Frankfurt (Main) Flughafen – Mainz Hbf – Wiesbaden Hbf                                                    | Ein Zug             |
| ICE 41 | München Hbf – Nürnberg Hbf – Würzburg Hbf – Fulda – Kassel-Wilhelmshöhe – Hamm – Hagen Hbf – Wuppertal Hbf – Solingen Hbf – Köln Messe/Deutz – Wiesbaden Hbf – Frankfurt (Main) Flughafen – Frankfurt (Main) Hbf | Ein Zug (Mo–Fr)     |
| ICE 42 | München Hbf – Augsburg Hbf – Ulm Hbf – Stuttgart Hbf – Mannheim Hbf – Frankfurt (Main) Flughafen – Mainz Hbf – Wiesbaden Hbf                                                                                     | Ein Zug (Mo–Do, So) |
| ICE 45 | Stuttgart Hbf (– Vaihingen (Enz)) – Heidelberg Hbf – Mannheim Hbf – Mainz Hbf – Wiesbaden Hbf – Limburg Süd – Montabaur – Siegburg/Bonn (– Flughafen Köln/Bonn) – Köln Hbf                                       | Ein Zugpaar         |
| ICE 45 | Mainz Hbf – Wiesbaden Hbf – Limburg Süd – Montabaur – Köln Hbf | Ein Zug (Mo–Fr)     |
| ICE 50 | Wiesbaden Hbf – Mainz Hbf – Frankfurt (Main) Flughafen – Frankfurt (Main) Hbf – Fulda – Eisenach Hbf – Gotha – Erfurt Hbf – Leipzig Hbf – Dresden Hbf                                                            | Zweistundentakt     |

### Regionalverkehr

#### S-Bahn

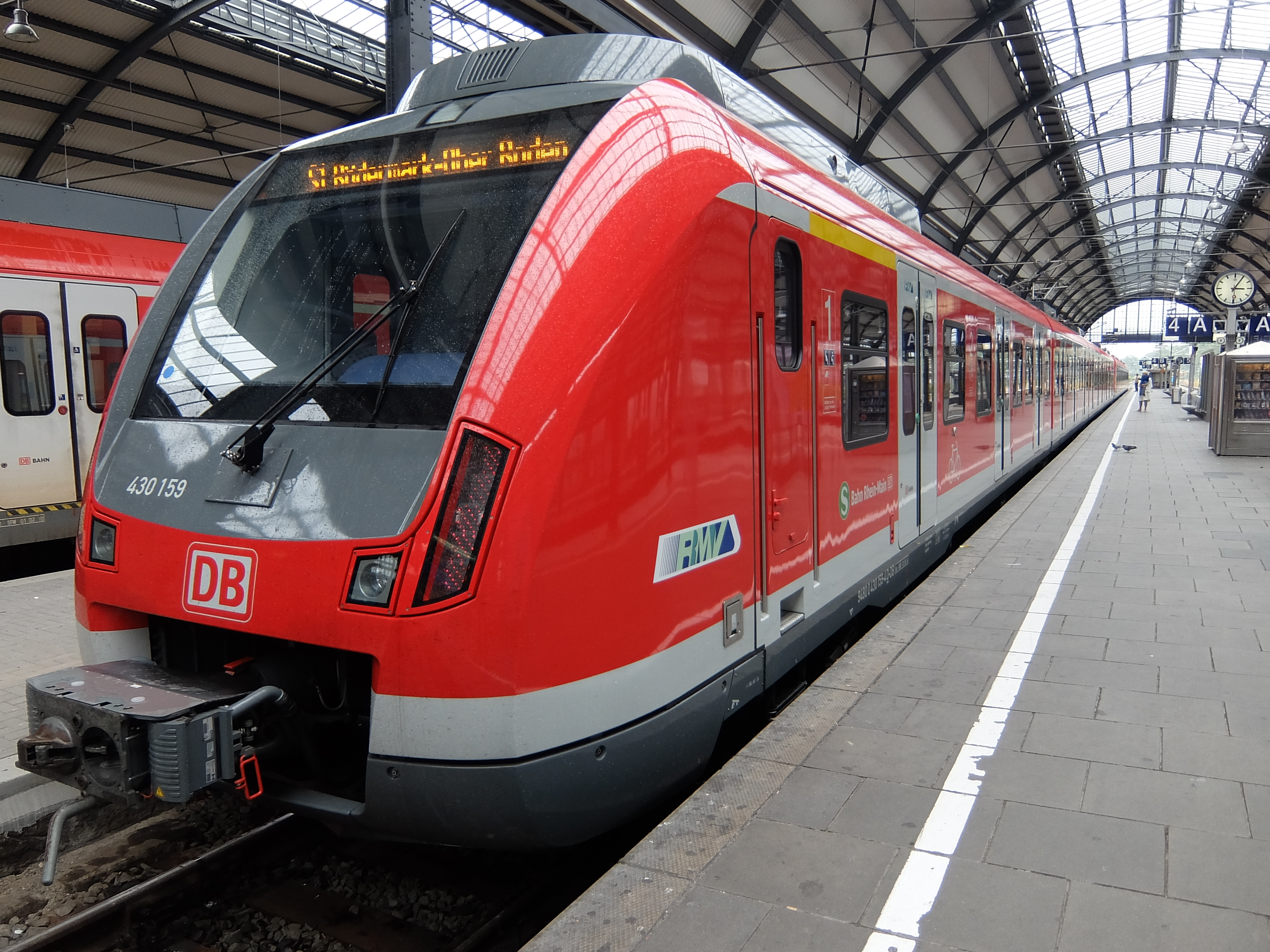
S-Bahn der Linie S1 im Wiesbadener Hauptbahnhof

Der Hauptbahnhof ist Endpunkt von drei Linien der S-Bahn Rhein-Main, welche normalerweise jeweils im Halbstundentakt verkehren.
| Linie | Strecke | Taktfrequenz |
| ----- | --- | ------------ |
| S1    | Wiesbaden Hbf – Wiesbaden Ost – Mainz-Kastel – Hochheim (Main) – Flörsheim (Main) – Eddersheim – Hattersheim (Main) – Frankfurt-Sindlingen – Frankfurt-Höchst Farbwerke – Frankfurt-Höchst – Frankfurt-Nied – Frankfurt-Griesheim – Frankfurt (Main) Hbf tief – Frankfurt (Main) Taunusanlage – Frankfurt (Main) Hauptwache – Frankfurt (Main) Konstablerwache – Frankfurt (Main) Ostendstraße – Frankfurt (Main) Mühlberg – Offenbach-Kaiserlei – Offenbach Ledermuseum – Offenbach Marktplatz – Offenbach (Main) Ost – Offenbach-Bieber – Offenbach-Waldhof – Obertshausen – Rodgau-Weiskirchen – Rodgau-Hainhausen – Rodgau-Jügesheim – Rodgau-Dudenhofen – Rodgau-Nieder-Roden – Rodgau-Rollwald – Rödermark-Ober Roden                  | 30 min       |
| S8    | Wiesbaden Hbf – Wiesbaden Ost – Mainz Nord – Mainz Hbf – Mainz Römisches Theater – Mainz-Gustavsburg – Mainz-Bischofsheim – Rüsselsheim Opelwerk – Rüsselsheim – Raunheim – Kelsterbach – Frankfurt am Main Flughafen Regionalbahnhof – Frankfurt (Main) Gateway Gardens – Frankfurt am Main Stadion – Frankfurt-Niederrad – (Frankfurt (Main) Hbf /) (nur HVZ) Frankfurt (Main) Hbf tief – Frankfurt (Main) Taunusanlage – Frankfurt (Main) Hauptwache – Frankfurt (Main) Konstablerwache – Frankfurt (Main) Ostendstraße – Frankfurt (Main) Mühlberg – Offenbach-Kaiserlei – Offenbach Ledermuseum – Offenbach Marktplatz – Offenbach (Main) Ost (– Mühlheim (Main) – Mühlheim (Main) Dietesheim – Steinheim (Main) – Hanau Hbf) (nur HVZ) | 30 min       |
| S9    | Wiesbaden Hbf – Wiesbaden Ost – Mainz-Kastel – Mainz-Bischofsheim – Rüsselsheim Opelwerk – Rüsselsheim – Raunheim – Kelsterbach – Frankfurt am Main Flughafen Regionalbahnhof – Frankfurt (Main) Gateway Gardens – Frankfurt am Main Stadion – Frankfurt-Niederrad – Frankfurt (Main) Hbf tief – Frankfurt (Main) Taunusanlage – Frankfurt (Main) Hauptwache – Frankfurt (Main) Konstablerwache – Frankfurt (Main) Ostendstraße – Frankfurt (Main) Mühlberg – Offenbach-Kaiserlei – Offenbach Ledermuseum – Offenbach Marktplatz – Offenbach (Main) Ost – Mühlheim (Main) – Mühlheim (Main) Dietesheim – Steinheim (Main) – Hanau Hbf | 30 min       |

Seit Dezember 2021 fährt auch ein Zug der Linie S6 der S-Bahn Rhein-Neckar in der nachmittäglichen Hauptverkehrszeit von Wiesbaden nach Mannheim. Mittlerweile fährt in der vormittäglichen Hauptverkehrszeit ein Zug von Mannheim nach Wiesbaden.
| Linie | Verlauf | Takt    |
| ----- | --- | ------- |
| S 6   | Bensheim – Heppenheim (Bergstr) – Laudenbach (Bergstr) – Hemsbach – Weinheim-Sulzbach – Weinheim (Bergstr) Hbf – (Weinheim-Lützelsachsen –) (einzelne Züge) Heddesheim/Hirschberg – Ladenburg – Neu-Edingen/Friedrichsfeld – Mannheim-Seckenheim – Mannheim ARENA/Maimarkt – Mannheim Hbf – Ludwigshafen (Rhein) Mitte – Ludwigshafen (Rhein) Hbf – Ludwigshafen-Oggersheim – Frankenthal Süd – Frankenthal Hbf – Bobenheim – Worms Hbf – Osthofen – Mettenheim – Alsheim – Guntersblum – Dienheim – Oppenheim – Nierstein – Nackenheim – Bodenheim – Mainz-Laubenheim – Mainz Römisches Theater – Mainz Hbf ← Wiesbaden Hbf Stand: Fahrplanwechsel Dezember 2021 | ein Zug |

#### Regionalbahn

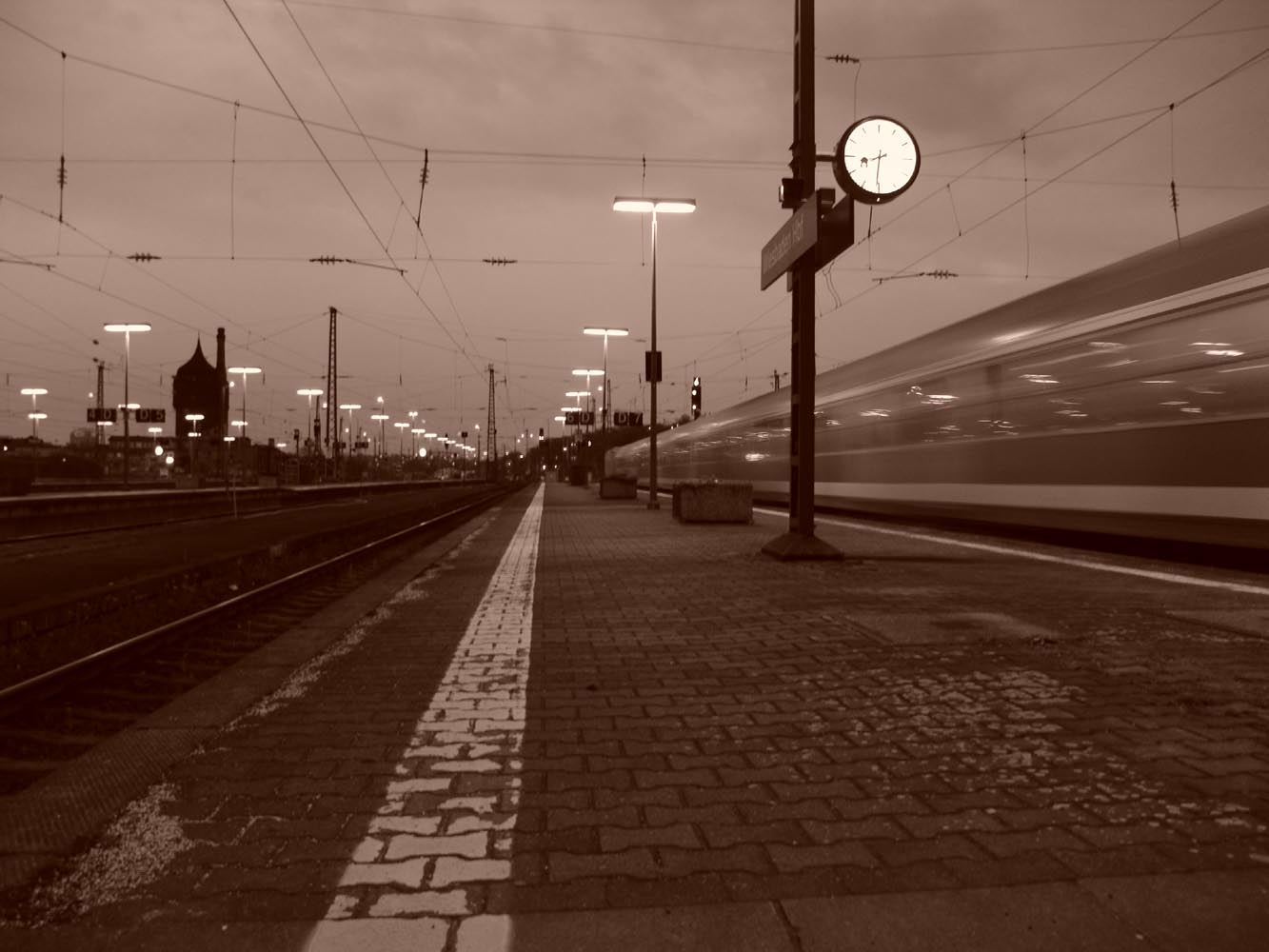
Ein Zug der ehemaligen Linie RE/SE 10 bei der Abfahrt

Außerdem wird der Hauptbahnhof normalerweise von den nachfolgenden Regionalverkehrs-Linien angefahren.
| Linie | Strecke | Taktfrequenz                                                                                                   |
| ----- | --- | --- |
| RB 10 | RheingauLinie: Frankfurt (Main) Hbf – Frankfurt-Höchst – Mainz-Kastel – Wiesbaden Hbf – Wiesbaden-Biebrich – Wiesbaden-Schierstein – Niederwalluf – Eltville – Erbach (Rheingau) – Hattenheim – Oestrich-Winkel – Geisenheim – Rüdesheim (Rhein) – Assmannshausen – Lorch (Rhein) – Lorchhausen – Kaub – St. Goarshausen – Kestert – Kamp-Bornhofen – Filsen – Osterspai – Braubach – Oberlahnstein – Niederlahnstein – Koblenz Hbf – Koblenz Stadtmitte – Neuwied Stand: Fahrplanwechsel Dezember 2023 | 60 min 30 min (Frankf.–Assmannshausen) 30 min (Frankf.–KO Hbf zur HVZ)                                         |
| RB 21 | Ländchesbahn: Wiesbaden Hbf – Wiesbaden-Erbenheim – Wiesbaden-Igstadt – Auringen-Medenbach – Niedernhausen (Taunus) (– Idstein (Taunus) – Wörsdorf – Bad Camberg – Niederselters – Oberbrechen – Niederbrechen – Lindenholzhausen – Eschhofen – Limburg (Lahn)) (einzelne Fahrten) Stand: Fahrplanwechsel Dezember 2021 | 30 min (wochentags) 60 min (Wochenende)                                                                        |
| RB 33 | Nahetalbahn Wiesbaden Hbf – (Mainz Hbf –) Ingelheim – Bad Kreuznach (– Idar-Oberstein) | einzelne Züge                                                                                                  |
| RB 75 | Rhein-Main-Bahn: Wiesbaden Hbf – Mainz Hbf – Mainz Römisches Theater – (Mainz-Gustavsburg –) (stündlich) Mainz-Bischofsheim – Nauheim (b Groß Gerau) – Groß Gerau – Klein-Gerau – Weiterstadt – Darmstadt Hbf – Darmstadt Nord – Darmstadt-Kranichstein – Messel – Dieburg – Altheim (Hess) – Hergershausen – Babenhausen (Hess) – Stockstadt (Main) – Mainaschaff – Aschaffenburg Hbf Stand: Fahrplanwechsel Dezember 2021                                                                             | 25/35 min (wochentags) 25/35 min (Wiesb.–Darmstadt sa) 60 min (Darmstadt–Aschaffenb. sa) 60 min (so/feiertags) |

### Situation während der Streckensperrung im Jahr 2021
Während der Sperrung und in den Wochen nach Sprengung der Salzbachtalbrücke zwischen dem 18. Juni 2021 und dem 22. Dezember 2021 verkehrte im Regionalverkehr als einzige Linie die RB 21. Die S-Bahn-Linien S1 und S8 endeten bereits in Wiesbaden Ost und die Linie S9 in Mainz-Kastel. Im Fernverkehr fuhr als einzige Verbindung Zug 1224 der ICE-Linie 41, der aus Richtung Köln kommend in Wiesbaden Hbf endete. Die übrigen Züge und Zugpaare des Fernverkehrs wurden bereits in Frankfurt oder Mainz gebrochen.

### Stadtbahn
Bereits mehrfach ist das Projekt einer Stadtbahn Wiesbaden gescheitert. Alle Projekte sahen vor, den Hauptbahnhof einzubinden. Die jüngsten Pläne einer Citybahn Wiesbaden stellten eine Verlängerung der Straßenbahn Mainz nach Wiesbaden dar und hätten ebenfalls den Hauptbahnhof erschlossen. Dieses Projekt wurde durch den Bürgerentscheid am 1. November 2020 jedoch abgelehnt.

### Buslinien
Der Hauptbahnhof ist zudem ein bedeutender innerstädtischer und regionaler Bus-Knotenpunkt.

#### Stadtverkehr

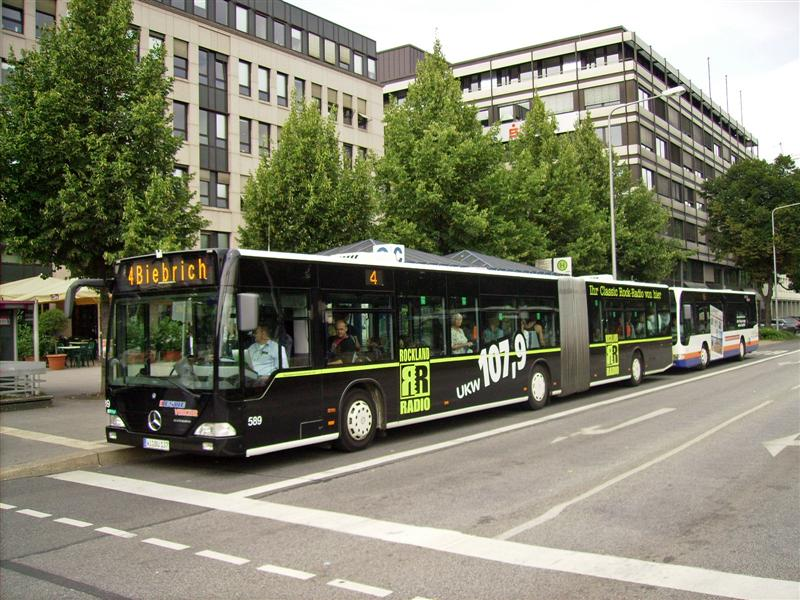
Wagen 589 der Wiesbadener Busgesellschaft (WiBus) als Linie 4 am Hauptbahnhof Bussteig C

Die ESWE Verkehrsgesellschaft betreibt als städtischer Verkehrsbetrieb die Linien 1, 3, 4, 6, 8, 14, 16, 22, 27, 28, 33, 34, 37, 38, 43, 45, 46, 47, 49, 74 sowie die Nachtlinien N3, N5, N7, N10 und N13.

#### Regionalverkehr
Von dem Unternehmen DB Regio Bus Mitte und der Rheingau-Taunus-Verkehrsgesellschaft werden die Linien 171, 225, 245, 262, 269, 270, 271, 272, 273, 274, 275, X26, X72 und X76 betrieben.

## Wissenswert
Das ZDF bezog sein Zeitsignal mindestens bis in die 1980er Jahre von der Bahnhofsuhr im Hauptbahnhof Wiesbaden.